# Serrat del Codó
El Serrat del Codó és una muntanya de 1.297 metres que es troba al municipi de Baix Pallars, a la comarca del Pallars Sobirà.